# Arawa
Ne doit pas être confondu avec Arawa (pirogue).
Arawa est la capitale de jure et plus grande ville de la région autonome de Bougainville en Papouasie-Nouvelle-Guinée.  
La ville a été en grande partie détruite pendant la guerre civile de Bougainville, ce qui a entraîné le déplacement de la capitale à Buka, bien qu'il existe des plans pour reconstruire Arawa et en faire à nouveau la capitale.

## Histoire
Lorsque la compagnie Bougainville Copper a été créée, elle a installé son siège social à Arawa. Le siège social se trouvait à proximité des installations portuaires commerciales Kieta et de Loloho, au nord d'Arawa. La proximité avec le port permettait de charger rapidement les produits sur des cargos.
L'urbanisation s'est rapidement développé au cours des années 1970 et 1980 avec des quartiers résidentiels individuels, des entreprises, des écoles publiques et catholiques, une bibliothèque publique, des hôtels et des restaurants.
- (en) Cet article est partiellement ou en totalité issu de l’article de Wikipédia en anglais intitulé « Arawa, Bougainville » (voir la liste des auteurs).